# مستشفى هلسنكي المركزي الجامعي
مستشفى هلسنكي المركزي الجامعي (بالفنلندية: Helsingin seudun yliopistollinen keskussairaala) أكبر مستشفى جامعي في فنلندا. وهو يشمل 16 مستشفى في هلسنكي، إسبو وفانتا، ويمثل جميع التخصصات الطبية الرئيسية. منطقة مستشفى هلسنكي المركزي الجامعي هي إحدى خمس مناطق استشفاء تكون منطقة هلسنكي وأوسيما الاستشفائية.